# 硝酸四氨合金
硝酸四氨合金是一种配合物，化学式为[Au(NH3)4](NO3)3。

## 制备
将氨水（约3mol/L）缓慢滴加至饱和硝酸铵的HAuCl4·3H2O冷溶液（30g/L）中，至pH为4.8时结束。无色晶体沉淀用冰水洗涤，真空干燥得到产物。
需要注意的是，氨水如果滴加太快，会产生爆炸性的黄色固体雷酸金。

## 结构
硝酸四氨合金由平面正方形的[Au(NH3)4]3+和阴离子NO3-构成，阳离子中Au—N的键长为2.02Å。

## 用途
硝酸四氨合金可以用于制备碳负载的金催化剂。

## 拓展阅读
- Broennum, Birthe; Johansen, H. Saaby; Skibsted, L. H. . Inorganic Chemistry. 1988, 27 (11): 1859–1862. ISSN 0020-1669. doi:10.1021/ic00284a010.